# Rob Hardy (Kameramann)
Rob Hardy (* 1972 in Barking, Essex) ist ein britischer Kameramann.

## Leben
Hardy erhielt seine Ausbildung als Kameramann an der Newport Film School in Wales sowie an der Northern Media School in Sheffield. Als Kameramann war er an verschiedenen Musikvideos und an Werbefilmen beteiligt. Ab Mitte der 1990er Jahre entstanden zunächst vor allem Kurzfilme. Seit Mitte der 2000er Jahre ist er als Chefkameramann für Film und Fernsehen tätig. Hardy ist der Chefkameramann von Regisseur Alex Garland.
2007 erhielt für seine Arbeit an Boy A den British Academy Television Award.

## Filmografie (Auswahl)
- 2004: Jelly Dolly
- 2007: Boy A
- 2011: The Forgiveness of Blood
- 2011: Blitz – Cop-Killer vs. Killer-Cop (Blitz)
- 2012: Shadow Dancer
- 2012: Broken
- 2014: Testament of Youth
- 2015: Ex Machina
- 2017: Euphoria
- 2018: Auslöschung (Annihilation)
- 2018: Mission: Impossible – Fallout
- 2020: Devs (Miniserie)
- 2022: Men – Was dich sucht, wird dich finden (Men)
- 2022: The Man from Toronto
- 2023: The Book of Clarence
- 2024: Civil War